# Дуб черешчатий (Полтава, Марка Вовчка)
Дуб черешчатий — ботанічна пам'ятка природи місцевого значення в Україні. Розташована в Полтаві по провулку Марка Вовчка, 9-А.
Площа — 0,01 га. Статус надано згідно з рішенням Полтавського облвиконкому № 671 від 28.12.1982 року.
Статус присвоєно для збереження одинокого вікового дерева дуба звичайного віком біля 300 років. Перебуває у віданні комунального підприємства «Декоративні культури». Обхват дерева у 1966 році становив 360 см. 

## Галерея

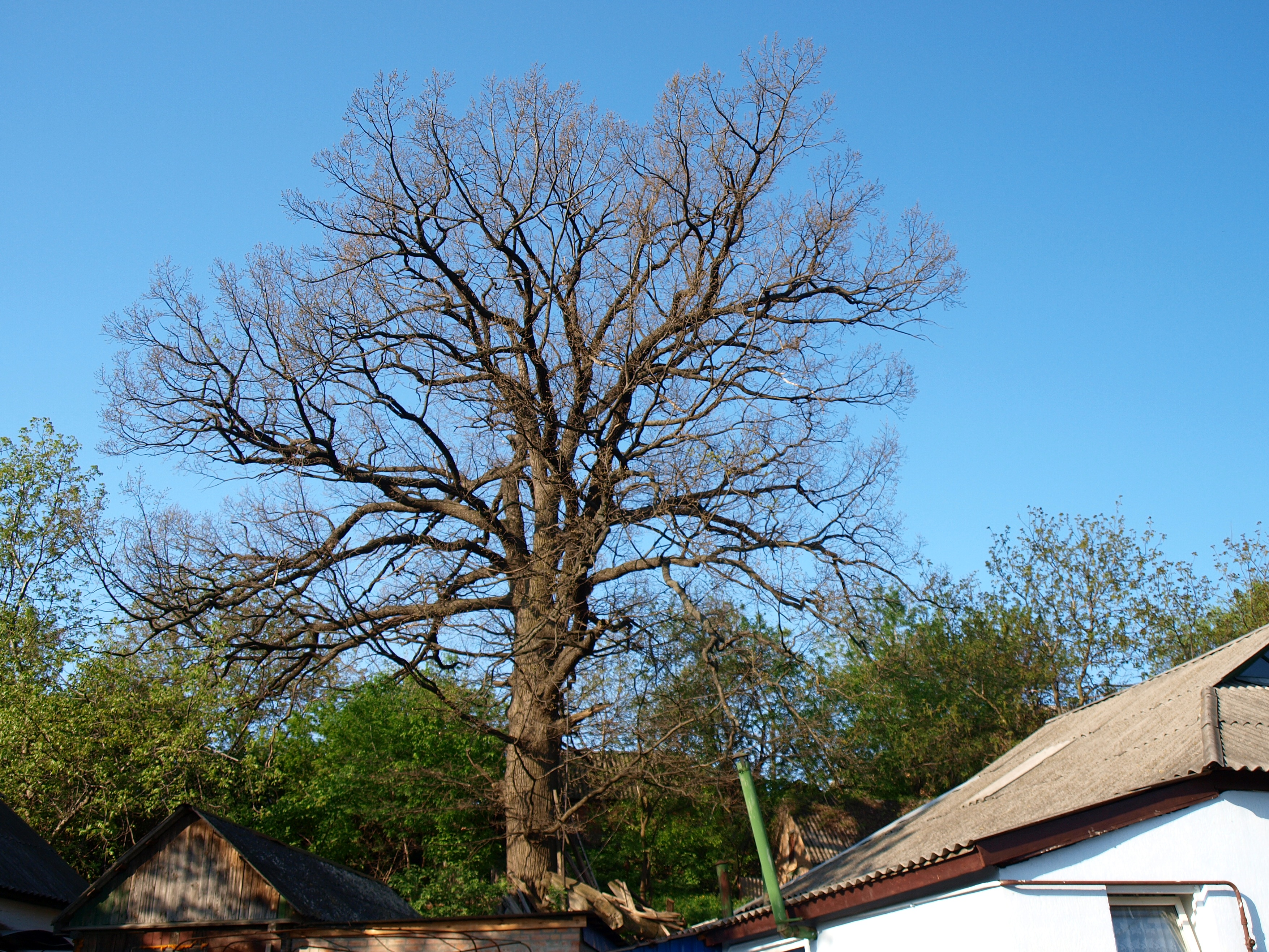
Пам'ятка у травні 2013
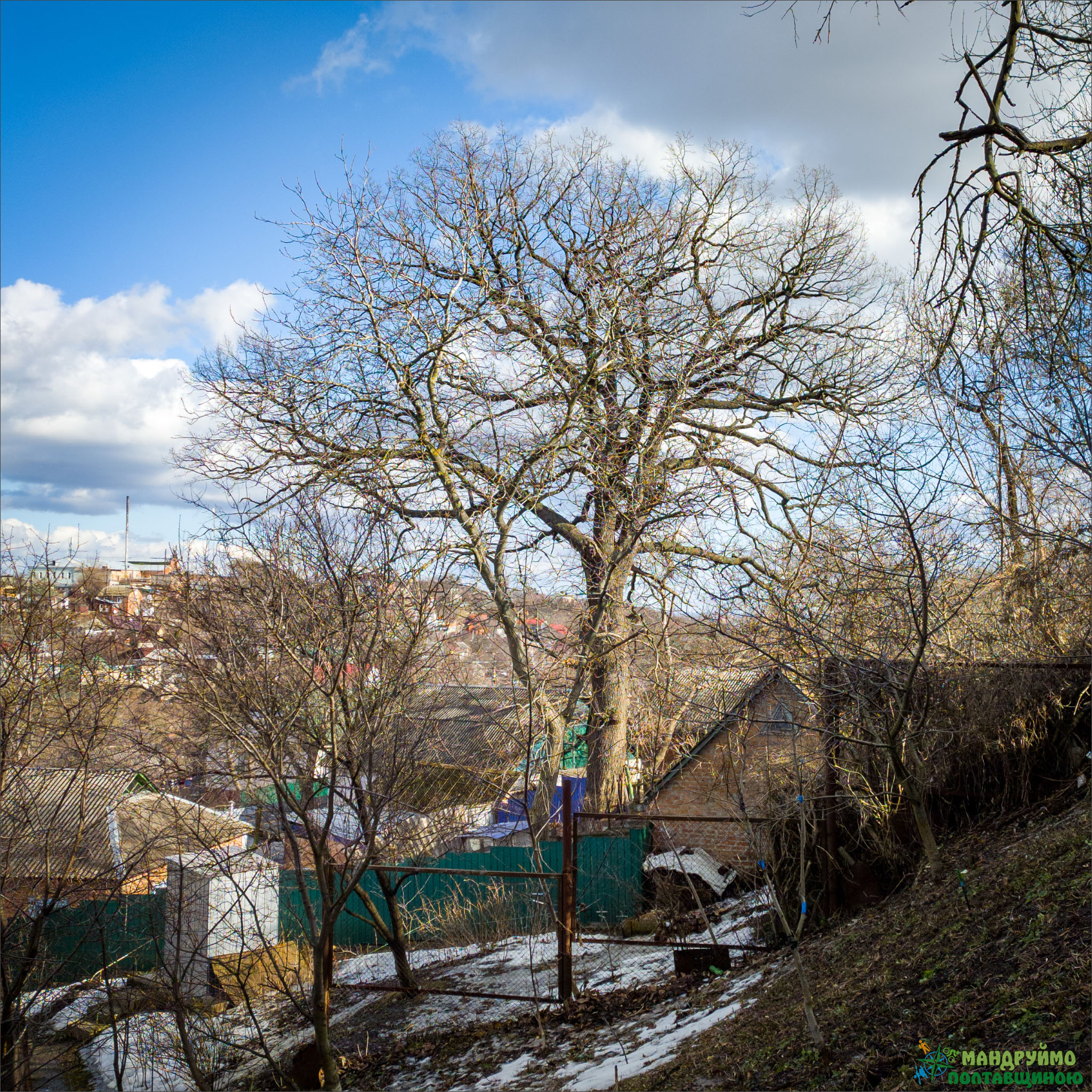
Пам'ятка у лютому 2022
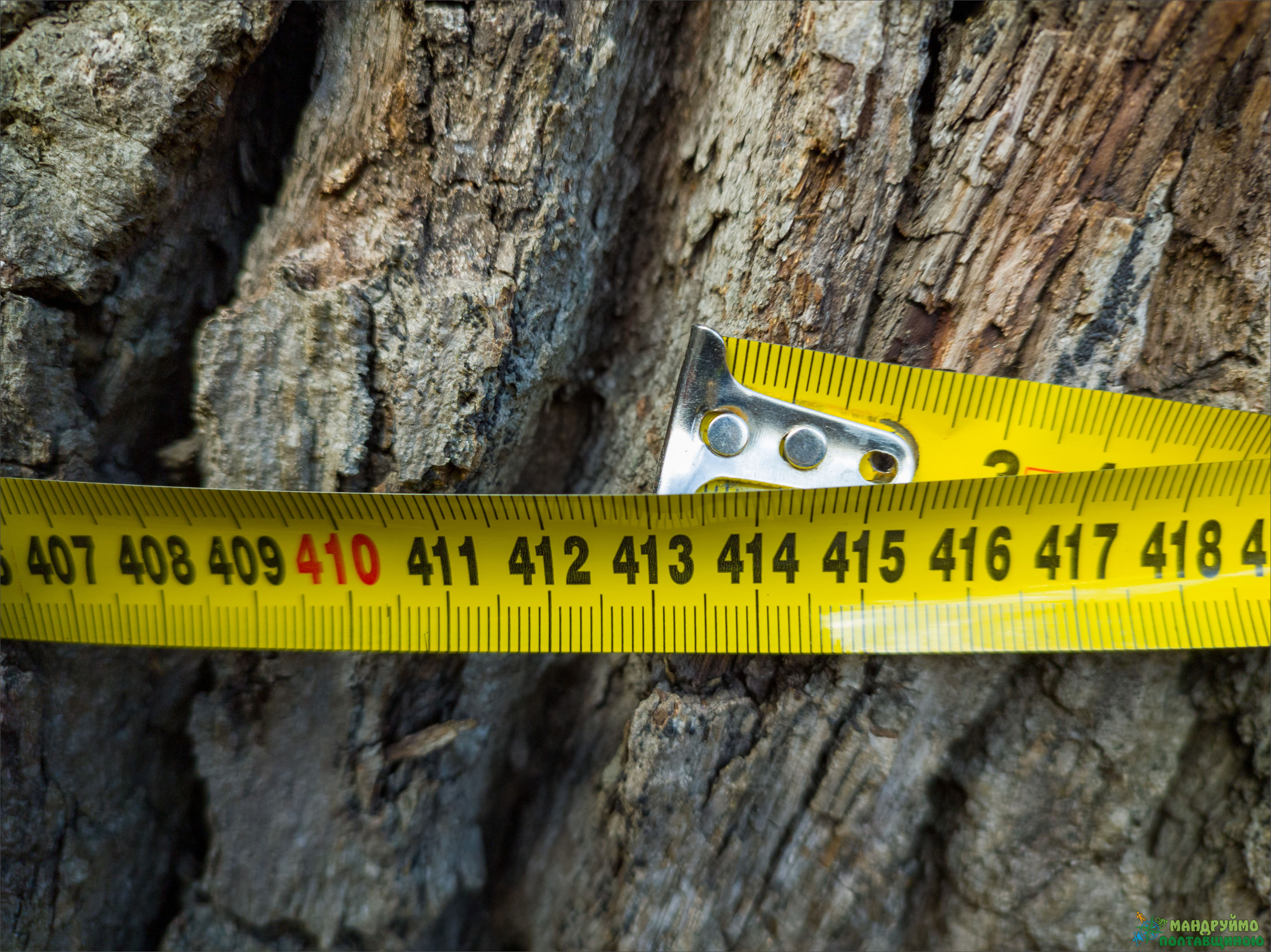
Заміри обхвату у лютому 2022